# Jeffrey Sarpong
Jeffrey Sarpong (Ámsterdam, 3 de agosto de 1988) es un futbolista neerlandés nacionalizado ghanés que juega como mediocampista o delantero.
Comenzó su carrera en el Ajax, donde permaneció entre 2005 y 2010. Tras ser cedido al NEC, recaló en la Real Sociedad de España, donde no tuvo mucha participación. Luego de otros dos préstamos, al NAC Breda y el Hércules, firmó con el primero un contrato por tres años en 2013. En 2015, tras ser rescindido, arribó al Phoenix, en donde volvió a ser rescindido de su contrato.
Representó a los Países Bajos a nivel sub-17, donde inclusive disputó la Copa Mundial de 2005, y sub-21.

## Carrera
Tras haber hecho todas las categorías inferiores en el Ajax, firmó su primer contrato profesional en 2005. Debutó el 5 de febrero de 2006 en una derrota 3-2 frente al Feyenoord. Aunque perdió terreno durante la temporada 2006-07, se convirtió en un titular habitual con la llegada del entrenador Marco van Basten e inclusive llegó a marcar dos goles. Aun así, volvió a perder su lugar en el equipo y en 2009 fue cedido al NEC, donde permaneció hasta 2010.
Ese año fue transferido a la Real Sociedad de la Primera División de España. Su debut fue pospuesto por una serie de lesiones, y nunca llegó a jugar muchos minutos en el club. Tras estar a préstamo en el NAC Breda y el Hércules, rescindió su contrato en 2013. Recaló en el NAC, donde aún habiendo firmado un contrato de tres años, fue rescindido en 2015. El entrenador del Wellington Phoenix, Ernie Merrick, lo convenció de trasladarse a Nueva Zelanda para jugar en el club. El elenco es el único equipo del país que juega en la A-League de Australia. En 2016 fue rescindido de su contrato y posteriormente firmó con el Veria griego.

## Selección nacional
Disputó la Copa Mundial Sub-17 de 2005 en representación de los Países Bajos, que terminó en tercer lugar. Con la selección neerlandesa sub-21 jugó 10 partidos y marcó un gol. Sin embargo, al nacionalizarse ghanés se dispuso a representar a ese país, aunque aún no ha sido convocado.

## Clubes
| Club                        | País          | Año       |
| --------------------------- | ------------- | --------- |
| A. F. C. Ajax               | Países Bajos  | 2005-2010 |
| NEC Nijmegen (a préstamo)   | Países Bajos  | 2009-2010 |
| Real Sociedad               | España        | 2010-2013 |
| NAC Breda (a préstamo)      | Países Bajos  | 2012      |
| Hércules C. F. (a préstamo) | España        | 2012-2013 |
| NAC Breda                   | Países Bajos  | 2013-2015 |
| Wellington Phoenix F. C.    | Nueva Zelanda | 2015-2016 |
| Veria F. C.                 | Grecia        | 2016-2017 |
| Elazığspor                  | Turquía       | 2017-2018 |
| Xanthi A. O.                | Grecia        | 2018-2019 |
| F. K. Panevėžys             | Lituania      | 2021-     |

## Palmarés

### Títulos nacionales
| Título                        | Club            | País         | Año  |
| ----------------------------- | --------------- | ------------ | ---- |
| Copa de los Países Bajos      | A. F. C. Ajax   | Países Bajos | 2006 |
| Supercopa de los Países Bajos | A. F. C. Ajax   | Países Bajos | 2006 |
| Copa de los Países Bajos      | A. F. C. Ajax   | Países Bajos | 2007 |
| Supercopa de los Países Bajos | A. F. C. Ajax   | Países Bajos | 2007 |
| Supercopa de Lituania         | F. K. Panevėžys | Lituania     | 2021 |
| A Lyga                        | F. K. Panevėžys | Lituania     | 2023 |
| Supercopa de Lituania         | F. K. Panevėžys | Lituania     | 2024 |